# 소니 뮤직 엔터테인먼트의 소속 음악가 목록
다음은 소니 뮤직 엔터테인먼트의 소속 음악가 목록이다.

## 대표적 소속 아티스트

### 한국
- 해일
- 정킬라
- sokodomo
- msftz
- I.M (몬스타엑스 멤버)

### 그 외 지역
- Alan Walker
- JKT48
- 알 켈리
- 셀린 디온
- 머라이어 캐리
- 브리트니 스피어스
- 얼리샤 키스
- 크리스티나 아길레라
- 비욘세
- 에이브릴 라빈
- 저스틴 팀버레이크
- 어셔
- 제니퍼 로페즈
- 캐리 언더우드
- 켈리 클라크슨
- 애덤 램버트
- 크리스 브라운
- 백스트리트 보이즈
- 빌리 조엘
- 엑실리아
- 시에라
- 더 프래이
- 제니퍼 로페즈
- 존 메요
- 마리오
- 숀 킹스턴
- 탈리야
- 수전 보일
- 토니 브랙스턴
- 쓰리 식스 마피아
- 위어드 알 얀코빅
- 다니엘 상찬 리
- HIM
- 굿 샬럿
- 터네이셔스 D
- 크리드
- P.O.D.
- 존 레전드
- 핑크
- 푸 파이터스
- 릭 애슬리
- 리이펑
- 고스트 페이스킬라
- 나스
- 뉴 키즈 온 더 블록
- 다 브랫
- 다이도
- 듀란 듀란
- 라파엘 세티크
- 맙딥
- 메이스
- 바우 와우
- 밥 딜런
- 베이비페이스
- 보니 엠
- 보이즈 라이크 걸즈
- 본 석스 앤 하모니
- 빅 엘
- 솔자 보이
- 시스템 오브 어 다운
- 아바
- 아웃캐스트
- 어스 윈드 앤드 파이어
- 에어로스미스
- 에이씨/디씨
- 왕페이
- 우 탱 클랜
- Walk_off_the_Earth
- 위클리프 진
- 윌 스미스
- 유지케이
- 유키
- 잭슨 파이브
- 조지 마이클
- 짐 존스
- 캄론
- 쿨 지 랩
- 티-페인
- 투 숏
- 펄 잼
- 폴 매카트니
- DMX
- M.O.P.
- RZA
- TLC
- 에이셉 라키
- 타일러 더 크리에이터
- 라르크 앙 시엘
- 나카시마 미카
- YUI
- JY
- 니시노 카나
- 이토 유나
- 카토 미리야
- 크리스털 케이
- 우버월드
- 티엠 레볼루션
- 애빙던 보이즈 스쿨
- 노기자카46
- 스피어
- 데파페페
- 케야키자카46